# كاسبر برينكلي
كاسبر برينكلي (بالإنجليزية: Casper Brinkley)‏ هو لاعب كرة قدم أمريكية أمريكي، ولد في 12 يوليو 1985.